# Ammomane à queue rouge
Ammomanes phoenicura
Espèce
Statut de conservation UICN

 LC  : Préoccupation mineure
L'Ammomane à queue rouge (Ammomanes phoenicura) est une espèce de passereaux appartenant à la famille des alaudidés.

## Répartition

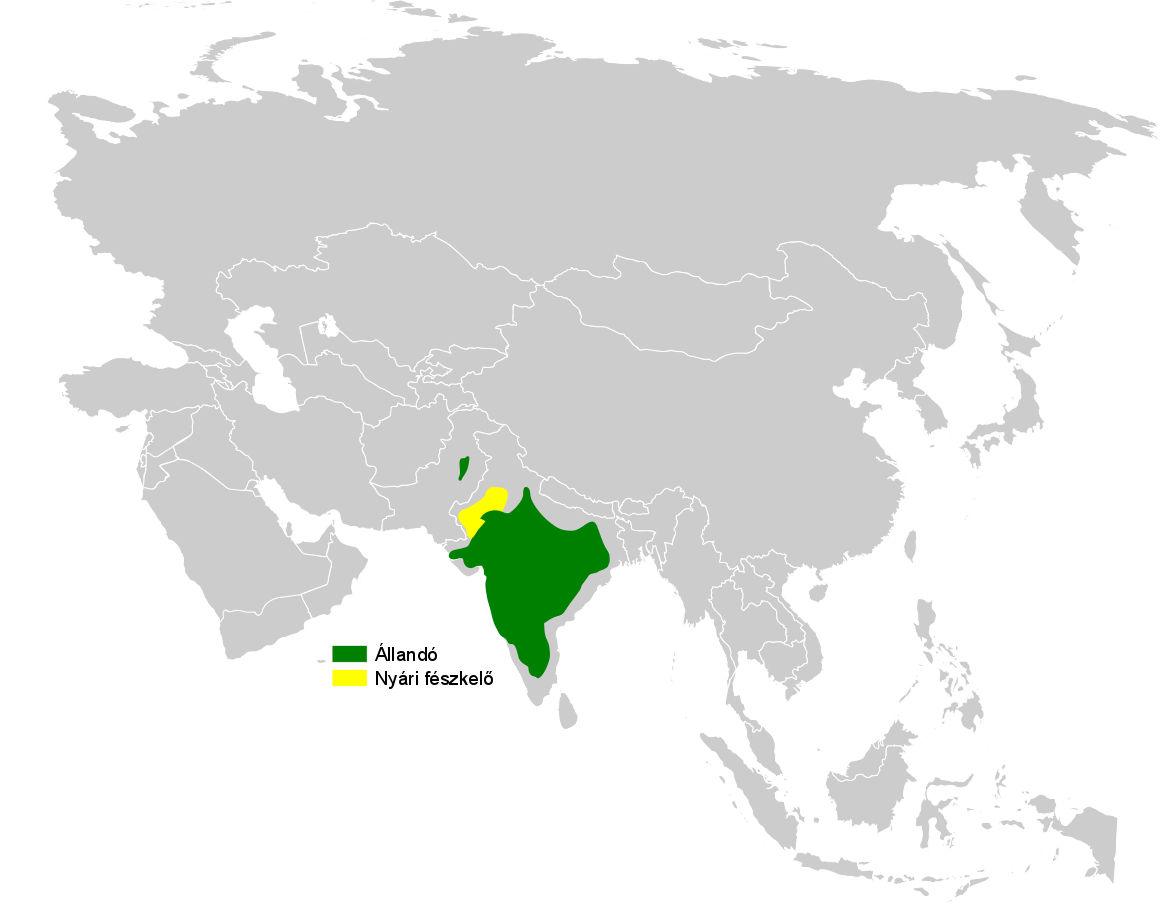
Aire de présence.

### Taxinomie
D'après le Congrès ornithologique international, cette espèce est constituée des sous-espèces suivantes :
- A. p. phoenicura - (Franklin, 1831): au nord-est du Pakistan et centre de l'Inde ;
- A. p. testacea - Koelz, 1951: au sud de l'Inde.